# CRH-380A
CRH-380A — тип скоростных поездов в Китае, разработанный в рамках программы по организации высокоскоростного железнодорожного сообщения в Китае.
Поезд рассчитан на эксплуатационную скорость 350 км/ч с максимальной эксплуатационной скоростью 380 км/ч. Оригинальный 8-вагонный поезд развил скорость 416,6 км/ч, а у более длинного 16-вагонного поезда 3 декабря 2010 года была зафиксирована максимальная скорость 486,1 км/ч на участке Цзаочжуан — Бэнпу на скоростной железной дороге Пекин-Шанхай.
CRH380A — это одна из серий китайских поездов для строящейся в Китае сети высокоскоростного движения с эксплуатационными скоростями до 380 км/ч. Три другие серии — это CRH380B, CRH380C и CRH380D. CRH380B разработан China North Locomotive and Rolling Stock Industry (Group) Corporation (CNR) совместно с Siemens, и строится на заводах Tangshan Railway Vehicle и Changchun Railway Vehicle в Китае. Проект CRH380C базируется на CRH380B, отличается носовой частью и электрическим оборудованием Hitachi. CRH380D — это Zefiro 380 компании Bombardier, адаптированный для Китая, будет строиться на заводе Bombardier Sifang (Qingdao) Transportation Ltd, совместном предприятии Bombadier и CSR Sifang.

## История
Разработка началась в начале 2008, после испытаний CRH2-300 (позже — CRH2C) — CSR провели более 1000 технических тестов в таких областях, как: динамика, пантограф—контактная подвеска, аэродинамика, колесо—рельс. Целью испытаний было изучение возможностей увеличения максимальной скорости.
В феврале 2008 китайские министры науки и железных дорог подписали план по организации высокоскоростного движения в Китае, одной из важнейших частей которого был проект CRH2-350 — разработка китайского высокоскоростного поезда нового поколения с эксплуатационной скоростью 350 км/ч и максимальной эксплуатационной скоростью 380 км/ч для Пекин-Шанхайской высокоскоростной линии. Проект официально стартовал в 2009 году и был включен в план 11-й пятилетки.

## Технические характеристики

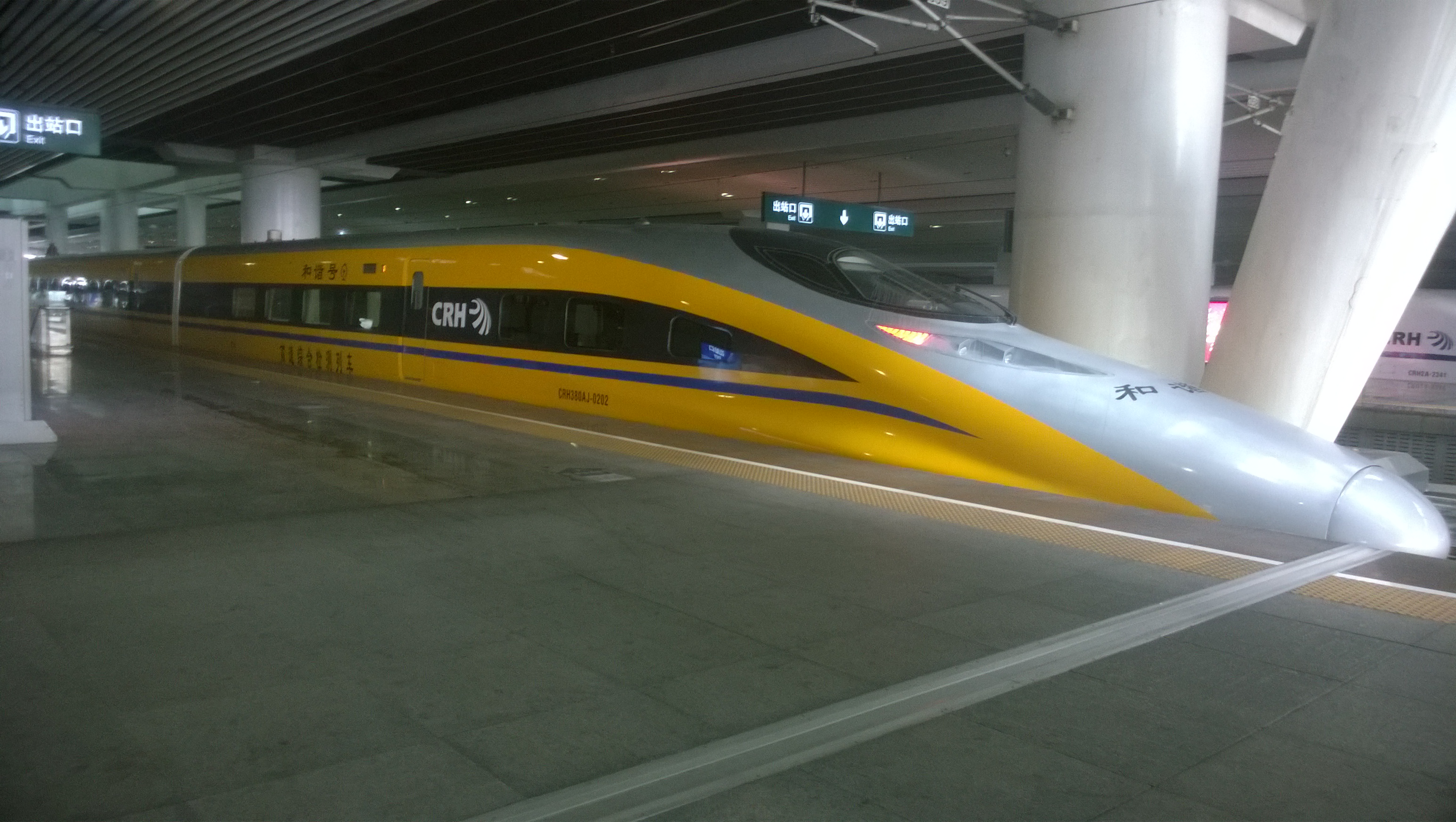
CRH380AJ

Согласно CSR, в поезде десять основных инноваций:
- Низкое аэродинамическое сопротивление. Нос поезда имеет коэффициент аэродинамического сопротивления < 0,13, аэродинамическое сопротивление уменьшено на 6,1 %, аэродинамический шум уменьшен на 7 %, аэродинамические подъёмные силы уменьшены на 51,7 %, поперечные силы уменьшены на 6,1 %.
- Уменьшены вибрации, корпус CRH380A выполнен из легких алюминиевых сплавов, вес вагона — не более 9 тонн, конструкция корпуса всесторонне оптимизирована с применением значительного количества новых конструкционных и вибропоглощающих материалов, оптимизированы тележки, оптимизирована структура интерьера для улучшения характеристики вагона в области собственной частоты колебаний, что в совокупности снизило вибрации корпуса и повысило комфорт.
- Герметичный корпус. Скорость изменения давления внутри корпуса — менее 200 Па/с, при максимальном изменении давления внутри корпуса — до 800 Па по сравнению со стандартным значением в 1000 Па. Это означает комфортность поездки на высокой скорости.
- Безопасные и надежные высокоскоростные тележки SWMB-400/SWTB-400. Конструкция основана на тележках SWMB-350/SWTB-350 поезда CRH2C, критическая скорость — 550 км/ч. Коэффициент derail у новых поездов — 0,34 на скорости 386,3 км/ч против 0,73 у поездов CRH2A.
- Передовая система контроля шума, уменьшение источников шума и применение новых звукопоглощающих материалов обеспечивает уровень шума в салоне 67 — 69 дБ на скорости 350 км/ч, что сопоставимо с CRH2A на 250 км/ч.
- Мощный привод. Двигатели YQ-365 производства CSR Zhuzhou Electric Co.,Ltd и инверторы CI11 производства Zhuzhou times electric co.,Ltd. В CRH380A применена новая силовая схема, обеспечивающая большую мощность. Поезду нужно 7 минут для разгона до 380 км/ч, удельный расход электроэнергии в расчете на одного пассажира на скорости 380 км/ч — меньше 5,2 кВт·ч на каждые 100 км.
- Высокоскоростные сдвоенные активные пантографы
- Безопасная и экологически эффективная система торможения, рекуперативное торможение с КПД 95 % способно отдавать в сеть 800 кВт·ч при каждой остановке.
- Ориентированный на пассажира интерфейс[чего?].
- Выдающиеся автоматизированные эксплуатационные качества[какие?].

## Испытания
Прототип, 8-вагонный поезд, прошёл испытания в апреле 2010, пробная эксплуатация с июня 2010 на линии Ханчжоу — Сиань.
Первый серийный поезд был поставлен в августе 2010, совершил пробные поездки на линии Шанхай — Ханчжоу в сентябре 2010.
Первый 16-вагонный поезд CRH380AL выпущен в октябре 2010, в ноябре прошел испытания на испытательном кольце в Пекине и пробные поездки на Пекин-Шанхайской линии.

## Эксплуатация
Поезд CRH380A введён в эксплуатацию сразу после испытаний. Начиная с 30 сентября 2010 г. поезд использовался на линии Шанхай — Нанкин.
С 26 октября поезда в ежедневных рейсах на линиях Шанхай — Ханчжоу и Шанхай — Нанкин с максимальной скоростью до 355 км/ч. Время в пути между Шанхаем и Ханчжоу уменьшилось с 1 часа 18 минут до 45 минут, между Нанкином и Ханчжоу — с 3 часов 19 минут до 2 часов 48 минут.
С 3 декабря 2010 CRH380A совершает ежедневные рейсы Ухань — Гуаньчжоу.